# Melissa McBride
Melissa Suzanne McBride (sinh ngày 23 tháng 5 năm 1965) là một nữ diễn viên người Mỹ.

## Danh sách phim

### Điện ảnh
| 1995 | 2010 | Mutant Species                     | the walking dead | Carol          |  |                  |  |       |
| 2002 |      | The Dangerous Lives of Altar Boys  |                  | Mrs. Doyle     |  |                  |  |       |
| 2006 |      | Nailed!                            |                  |                |  |                  |  |       |
| 2007 |      | The Promise                        |                  | Stacey Johnson |  |                  |  |       |
| 2007 |      | The Mist                           |                  |                |  |                  |  |       |
| 2007 |      | Lost Crossing                      |                  | Sheila         |  |                  |  |       |
| 2008 |      | Delgo                              |                  | 2010           |  | The Walking Dead |  | Carol |
| 2014 |      | The Reconstruction of William Zero |                  | Ashley Bronson |  |                  |  |       |
| 2016 |      | The Happys                         |                  | Krista         |  |                  |  |       |